# Mistrzostwa Świata w Kajakarstwie Górskim 2006
30. Mistrzostwa świata w kajakarstwie górskim odbyły się w dniach 3-6 sierpnia 2006 roku w stolicy Czech, Pradze. Zawodnicy rywalizowali ze sobą w ośmiu konkurencjach: czterech indywidualnych i czterech drużynowych.

## Końcowa klasyfikacja medalowa
| Miejsce | Państwo         | Złoto | Srebro | Brąz | Razem |
| ------- | --------------- | ----- | ------ | ---- | ----- |
| 1       | Francja         | 4     | 0      | 0    | 4     |
| 2       | Czechy          | 2     | 2      | 1    | 5     |
| 3       | Niemcy          | 1     | 2      | 2    | 5     |
| 4       | Słowacja        | 1     | 1      | 2    | 4     |
| 5       | Włochy          | 1     | 1      | 0    | 2     |
| 6       | Wielka Brytania | 0     | 1      | 2    | 3     |
| 7       | Polska          | 0     | 0      | 1    | 1     |

## Medaliści
| Konkurencja:           | Złoto: | Srebro:                                                                                            | Brąz: |
| C-1 mężczyzn           | Tony Estanguet                                                                                              | Michal Martikán                                                                                    | Stanislav Ježek                                                                                               |
| C-1 drużynowo mężczyzn | Niemcy · Stefan Pfannmöller · Nico Bettge · Jan Benzien                                                     | Czechy · Tomáš Indruch · Jan Mašek · Stanislav Ježek                                               | Wielka Brytania · David Florence · Stuart McIntosh · Daniel Goddard                                           |
| C-2 mężczyzn           | Czechy · Jaroslav Volf · Ondřej Štěpánek                                                                    | Niemcy · Marcus Becker · Stefan Henze                                                              | Słowacja · Pavol Hochschorner · Peter Hochschorner                                                            |
| C-2 drużynowo mężczyzn | Czechy · Marek Jiras i Tomáš Máder · Jaroslav Volf i Ondřej Štěpánek · Jaroslav Pospíšil i Jaroslav Pollert | Niemcy · Marcus Becker i Stefan Henze · Felix Michel i Sebastian Piersig · Kay Simon i Robby Simon | Słowacja · Pavol Hochschorner i Peter Hochschorner · Milan Kubáň i Marián Olejník · Ľuboš Šoška i Peter Šoška |
| K-1 mężczyzn           | Stefano Cipressi Julien Billaut                                                                             | -                                                                                                  | Campbell Walsh                                                                                                |
| K-1 drużynowo mężczyzn | Francja · Fabien Lefèvre · Julien Billaut · Boris Neveu                                                     | Włochy · Daniele Molmenti · Stefano Cipressi · Diego Paolini                                       | Polska · Grzegorz Polaczyk · Mateusz Polaczyk · Dariusz Popiela                                               |
| K-1 kobiet             | Jana Dukátová                                                                                               | Fiona Pennie                                                                                       | Jennifer Bongardt                                                                                             |
| K-1 drużynowo kobiet   | Francja · Mathilde Pichery · Émilie Fer · Marie Gaspard                                                     | Czechy · Štěpánka Hilgertová · Irena Pavelková · Marie Řihošková                                   | Niemcy · Jennifer Bongardt · Claudia Bär · Jasmin Schornberg                                                  |